# Gedser

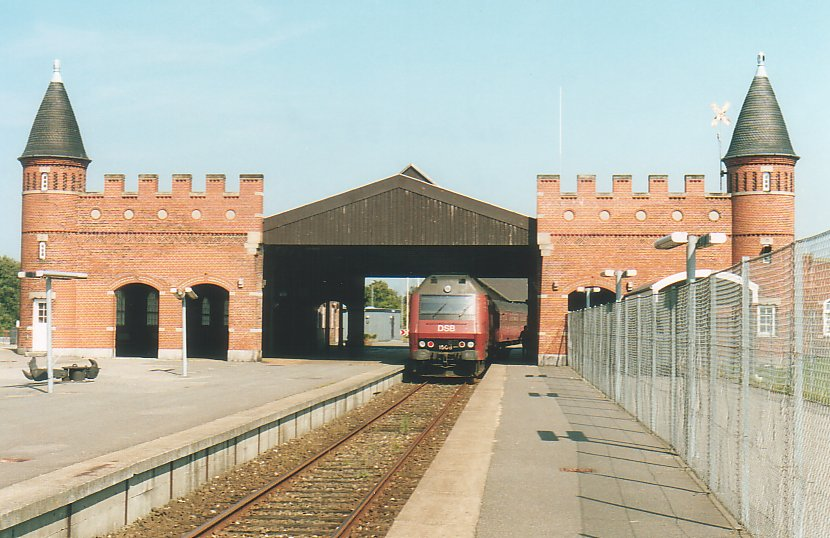
Het treinstation

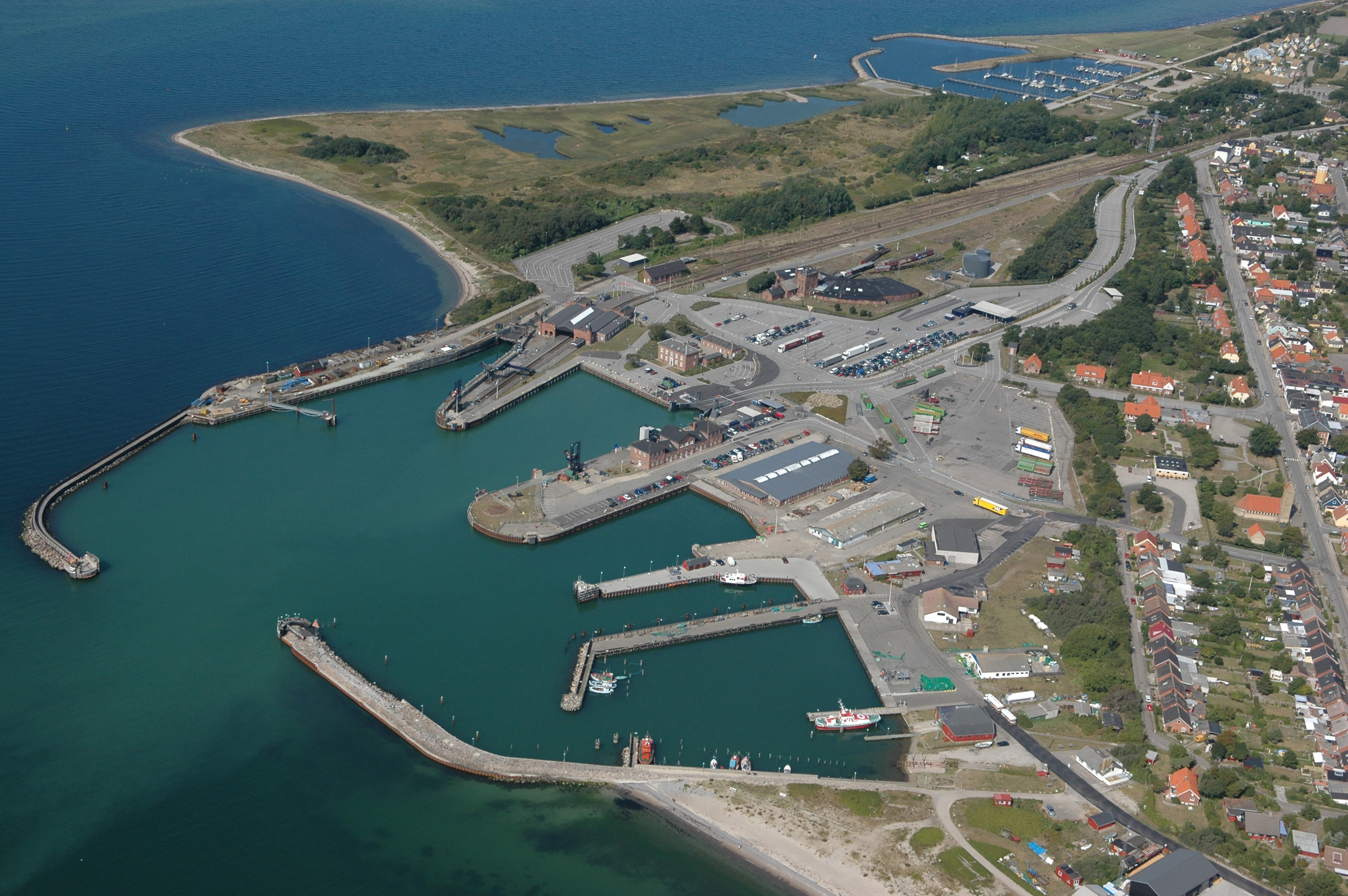
De haven van de veerdienst

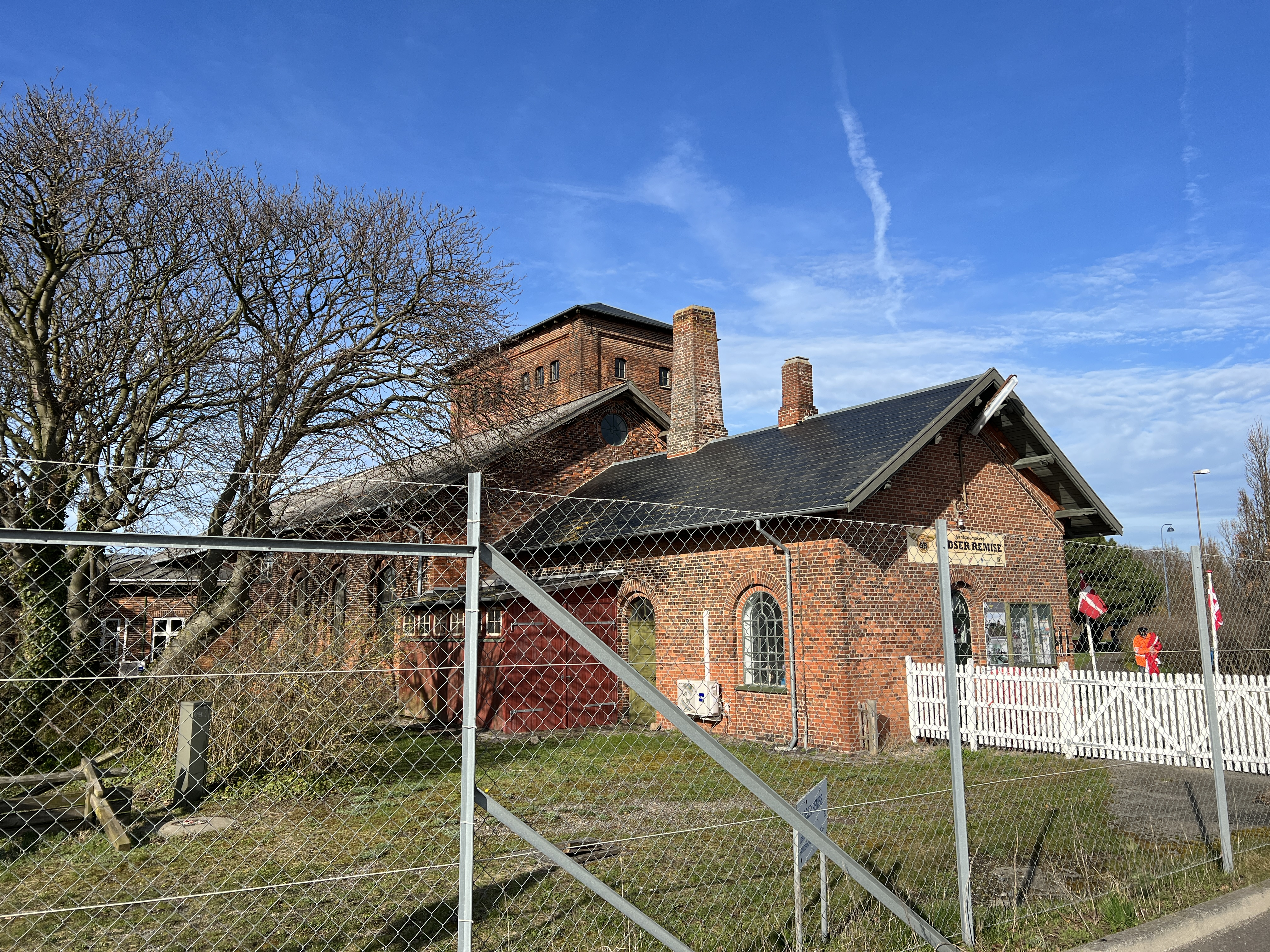
Spoorwegmuseum Gedser

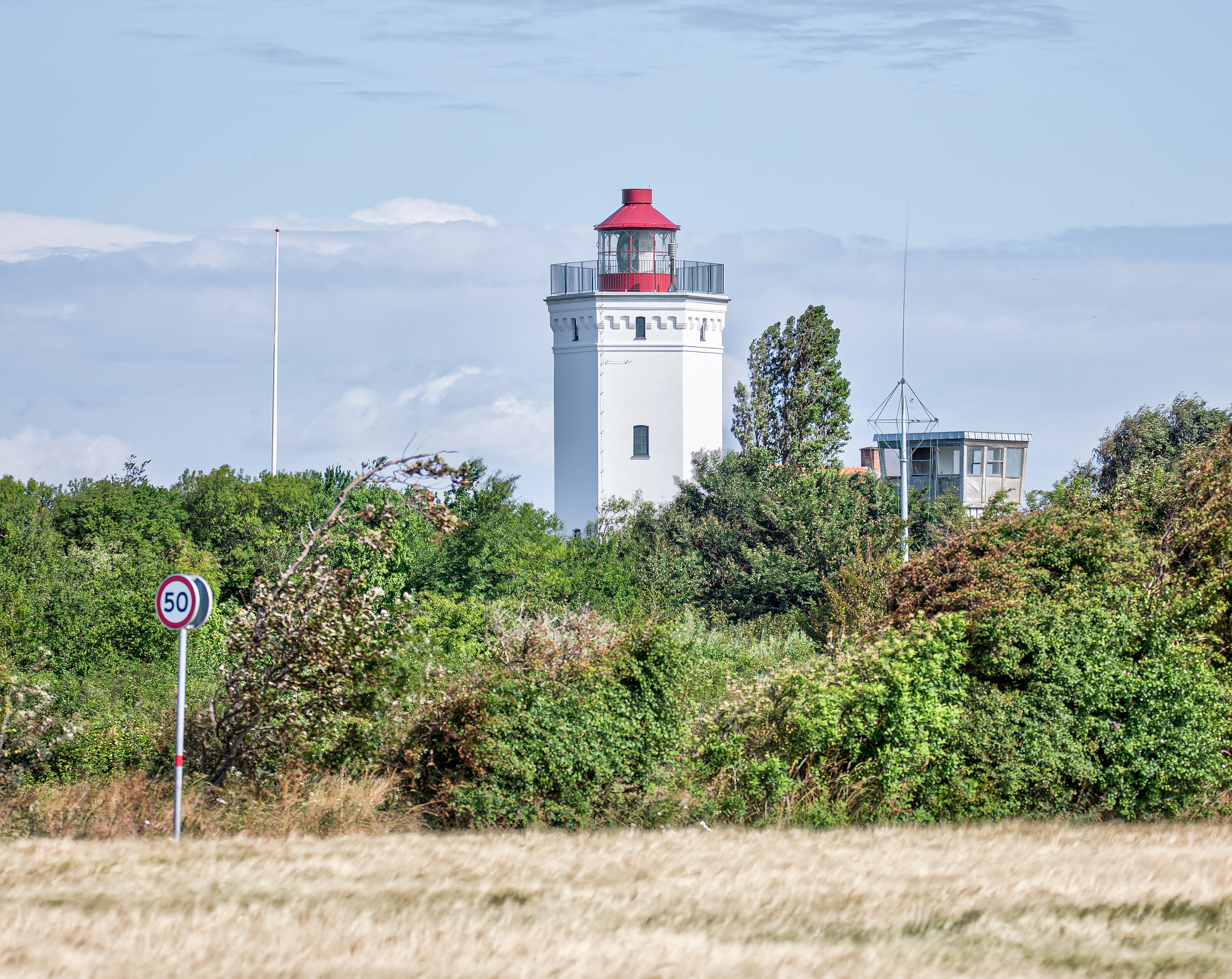
Vuurtoren

Gedser is een plaats in de Deense regio Seeland, gemeente Guldborgsund, en telt 670 inwoners (2024). De plaats ligt op het eiland Falster. Het is de meest zuidelijke plaats van Denemarken.
De Gedserbanen, de spoorlijn tussen Nykøbing Falster en Gedser, werd op 27 juni 1886 geopend. Omdat gevreesd werd voor militaire aanvallen vanuit Duitsland, werd het station uitgerust met torens en kantelen aan de zuidkant. Door een verhuizing van de haven in Duitsland kwam het einde van het treinvervoer in zicht. In 1995 reed de laatste internationale trein op de Gedserbanen en in december 2009 reed de laatste trein op dit traject.
Het treinstation voor reizigers is gesloten, maar hier is een spoorwegmuseum gehuisvest. Gedser Remise is een spoorwegmuseum met veel spoorwegmaterieel en in het toeristen hoogseizoen rijden er oude treinen op het traject Nykøbing Falster en Gedser.
In 1886 werd ook een poststoomschipverbinding op Warnemünde in Duitsland gestart. De raderstoomschepen "Kaiser Wilhelm" en "König Christian" deden als eerste dienst en vanaf 1903 kwamen grotere schepen, de "Prinsessin Alexandrine" en "Friedrich Franz IV", in de vaart. tegen het einde van de Tweede Wereldoorlog werden de veerboten en haven gebombardeerd en in 1947 kon de veerdienst weer worden hervat. In 1995 verhuisde aan de Duitse kant de haven, de veerboten van Scandlines staken de Warnowrivier over naar Rostock Überseehafen. 
In Gedser staat de meest zuidelijke vuurtoren van Denemarken. De vuurtoren was nodig vanwege de ondiepte bij Gedser Ref. Dit was een gevaarlijke plaats en bij de ondiepte lag ook een lichtschip, de Gedser Rev, nu een museumschip in Kopenhagen. De huidige vuurtoren werd in 1905 gebouwd, nadat een eerdere versie uit 1802 tijdens een zware storm zwaar werd beschadigd.
- Gemeinsame Normdatei: 4535355-4
- Library of Congress Control Number: n93099881
- Nationale Bibliotheek van Israël: 987007530907805171
- Virtual International Authority File: 153756589